# Contea di Montgomery (Kentucky)
La contea di Montgomery in inglese Montgomery County è una contea dello Stato del Kentucky, negli Stati Uniti. La popolazione al censimento del 2000 era di 22 554 abitanti. Il capoluogo di contea è Mount Sterling